# روبا ناجراج
روبا ناجراج (من مواليد 2 يناير 1983) لاعبة كريكيت هندية المولد تلعب مع منتخب الإمارات العربية المتحدة للكريكيت في يوليو 2018م اختيرت ضمن تشكيلة الإمارات العربية المتحدة للمشاركة في تصفيات بطولة توينتي الدولية للسيدات لعام 2018م. وظهرت لأول مرة في بطولة توينتي الدولية النسائية للكريكيت WT20I ضد هولندا في 7 يوليو 2018م.
شاركت في ثلاث مباريات توينتي وسجلت خلالها عشر إنطلاقات، كانت أعلى نتيجة لها خلال مباريات توينتي هي 10 نقاط.

## روابط خارجية
- روبا ناجراج at ESPNcricinfo